# Дзика
Дзика — страва осетинської кухні. Вариться із сметани і пшеничного або кукурудзяного борошна, іноді додається осетинський сир. Дзику зазвичай готують в горщику, оскільки в каструлі вона може підгоріти. Сметану варять близько 20-25 хв, постійно помішуючи. Подають зазвичай у гарячому вигляді, але можна подавати в холодному вигляді.
У предків осетинів, аланів, дзикка була ритуальною їжею, використовуваною в обрядах родючості. Дзикка підносилась доброму і мирному божеству Фалвара.